# 화동초등학교 (예천군)
화동초등학교는 대한민국 경상북도 예천군 유천면 고산길 128 (가리)에 있었던 초등학교이다.

## 연혁
- 1968년 9월 15일 유천국민학교 대망분교장 설립인가
- 1970년 9월 24일 화동국민학교 설립인가
- 1971년 3월 1일 개교
- 1996년 3월 1일 화동초등학교로 변경
- 2000년 3월 1일 유천초등학교로 통폐합